# Hervormde pastorie (Noordbroek)
De hervormde pastorie in de Groningse plaats Noordbroek was lang het woonhuis van de predikant van de Nederlandse Hervormde Kerk aldaar. De forse blokvormige woning is sinds 1973 een rijksmonument.

## Beschrijving
In 1823 werd naast de hervormde kerk van Noordbroek een pastorie gebouwd. Het blokvormige pand heeft twee bouwlagen en wordt gedekt door een zadeldak. Op het dak staan vier hoekschoorstenen. De bouwstijl kan als neoclassicistisch getypeerd worden. De symmetrisch vormgegeven voorgevel aan de oostzijde van het pand heeft in het midden een omlijste entree met een stoep. Boven de entree is een gedecoreerd hekwerk. Ter weerszijden van de entree bevinden zich twee zesruitsvensters. De verdieping heeft vijf van deze vensters. 
Voor het huis is een grasperk met sierhaag aangelegd. Aan de straat staat een gesmeed ijzeren sierhek. Achter het dwarsgebouwde huis staat een aangebouwde schuur. Achter de kerk en de woning ligt een bij de pastorie behorende slingertuin. De niveauverschillen hierin zijn ontstaan bij het aanleggen van de vijvers. De pastorie heeft zijn functie als dienstwoning voor de kerk verloren en wordt particulier bewoond. 

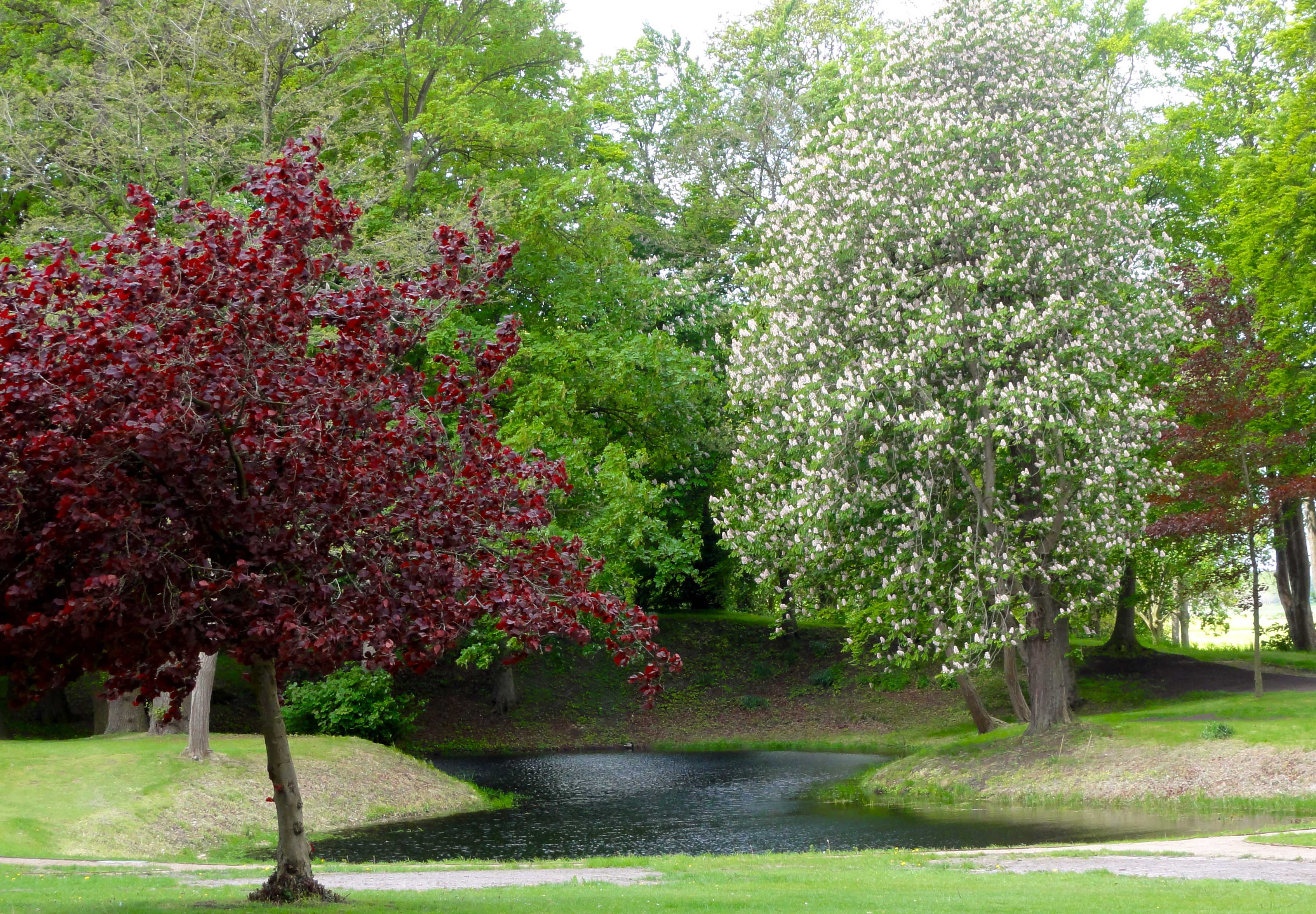
De slingertuin